# Западнюк, Виталий Игнатьевич
Виталий Игнатьевич Западнюк (2 июня 1926 — 20 июля 1998) — советский и украинский фармаколог и публицист, доктор медицинских наук (1967), профессор (1972), лауреат Государственной премии УССР (1984).

## Биография
Родился 2 июня 1926 года в селе Тростянчик, Винницкая область. Его отец, Игнатий Павлович, учитель, в дальнейшем — доктор ветеринарных наук, профессор. Мать, Мария Илларионовна (в девичестве Мельничук), родом из многодетной зажиточной сельской семьи. В 1935 году семья вынуждено переехала в Калмыкию, впоследствии отец устроился на работу в научно-исследовательскую станцию животноводства (Ессентуки).
В 17 лет Западнюка мобилизовали в РККА для участия в Великой Отечественной войне. 
На подступах к Кенигсбергу получил тяжёлое ранение; более полугода лечился в госпиталях, перенёс две сложные операции. Демобилизован как инвалид войны II группы, имеет боевые награды.
В 1950 году окончил Львовский медицинский институт, где и работал до 1963 года. В 1954 году защитил кандидатскую диссертацию. В этот же период женился, секретарь парторганизации института настаивал на исключении его из аспирантуры — «за венчание в церкви и украинофильство».
С 1963 года — руководитель лаборатории гериатрической фармакологии, в 1992—1998 годах — ведущий научный сотрудник Института геронтологии АМНУ.
Научные направления исследований: возрастные особенности действия лекарств; противосудорожное действие производных роданина и тиогидантоина, взаимозависимость их химического строения, противосудорожные активности и токсичность.
Разработал ряд препаратов для замедления процесса старения: «Ампевит», «Декамевит», «Каглютам». В лаборатории созданы и внедрены в практическую медицину геропротекторы декамевит, квадевит и рикавит, до стадии промышленного производства доведены препараты ампевит, каглютам, оркомин и триметилглицин.
Является автором публикаций про Даниила Заболотного, Фёдора Садковского, Михаила Драй-Хмару, Алексея Новаковского, Василия Куценко.
Был одним из основателей и действенным участником Винницкого землячества в Киеве, собирал средства на фильм «Кайдашева семья» режиссёра Владимира Городько.
Является автором более 350 опубликованных научных работ, восьми монографий, в том числе — учебник «Фармакология с рецептурой» (4 издания) и «Справочник по фитотерапии» (2 издания). Монография «гериатрической фармакология» переиздана на вьетнамском, корейском и немецком языках. В 1984 году за работу «Исследование механизмов старения физиологических систем организма как предпосылки развития патологии нервной, сердечно-сосудистой и опорно-двигательной систем, разработка и внедрение новых методов диагностики и лечения» награждён Государственной премией УССР в области науки и техники.
Запатентовал 16 изобретений, зарегистрированы многочисленные рационализаторские предложения. Под его руководством созданы тонизирующие безалкогольные напитки «Волшебный» и «Лечебный» — для людей старших возрастных групп, а также столовые воды радиопротекторного действия «Целебная» и «Эвкалиптовая» (сейчас не выпускаются).
Под его руководством защищено 17 кандидатских диссертаций и четыре докторские.
Основатель гериатрической фармакологии, специалист по лабораторному животноводству, многолетний руководитель лаборатории гериатрической фармакологии Института геронтологии АМН Украины, член исторического клуба «Холодный Яр».
Жена — медик Екатерина Захария, сын Богдан пошёл по стопам родителей.
Виталий Западнюк умер в Киеве, похоронен в Тростянчике.

## Труды
- Лабораторные животные, их разведение, кормление и использование в эксперименте: Учеб. пособ. 1962; 1974; 1983 (соавт.);
- Протисудомні препарати. 1965;
- Фармакологія з рецептурою. 1972; 1977; 1982; 1988;
- Геріатрична фармакологія. 1977;
- Аминокислоты в медицине. 1982;
- Ліки, старіння, довголіття. 1995 (соавт.).